# Stara Siennica
Stara Siennica – zniesiona nazwa wsi w Polsce, obecnie w granicach  Siennicy w województwie mazowieckim, w powiecie mińskim, w gminie Siennica.
Miejscowość istniała do 2002 r., miała nadany identyfikator SIMC 0687296, włączona do wsi (od 2024 miasta) Siennica, nazwa zniesiona. Stanowi wschodnią część Siennicy.
W latach 1867–1954 w gminie Siennica w powiecie (nowo)mińskim. 20 października 1933 w woj. warszawskim utworzono gromadę Stara Siennica granicach gminy Siennica, składającą się z wsi Stara Siennica, wsi Wola Siennicka i kolonii Stara Siennica-Podlesie.
Podczas II wojny światowej w Generalnym Gubernatorstwie, w dystrykcie warszawskim. W 1943 gromada Stara Siennica liczyła 409 mieszkańców.
W związku z reorganizacją administracji wiejskiej jesienią 1954, Stara Siennica weszła w skład nowej gromady Siennica.